# Papierzwammetje
Het papierzwammetje (Byssomerulius corium) is een schimmel die behoort tot de familie Phanerochaetaceae. Het groeit vaak aan de onderkant van dode takken van loofhout. De soort is in 1801 voor het eerst beschreven door de Zuid-Afrikaanse mycoloog Christiaan Hendrik Persoon als Thelephora corium. In 1967 verplaatste de Estische mycoloog Erast Parmasto haar naar het geslacht Byssomerulius. De vruchtlichamen zijn eenjarig. Het is een saprotrofe soort die witrot veroorzaakt in hout.

## Kenmerk

### Uiterlijke kenmerken
Het vruchtlichaam is dun, korstvormig, leerachtig, langgerekt, met omkrullende schijnhoedjes. De grootte is enkele centimeters breed en decimeters lang. De kleur varieert van wit tot okergeel. De onderzijde is sterk wrattig, wittig tot okerachtig en later bruinig gerimpeld-geaderd.

### Microscopische kenmerken
De hyfen zijn dunwandig of licht verdikt, 2–6 (8) μm breed, recht met septen, waarop soms dubbele gespen voorkomen. Ze zijn zwak geincrusteerd, vertakken zich regelmatig onder een scherpe hoek. Er zijn geen cystiden aanwezig, maar soms wel basidiolen. De basidia zijn lang verdikt, versmald, hebben vier sterigmata, zijn recht en hebben septa aan de basis. Ze zijn 17–40 × 4–6 μm groot. De sporen zijn ellipsoïde, cilindrisch, recht, soms licht gebogen. Ze zijn 4,5–9 × 2,3–4,5 μm groot, glad, dunwandig, glasachtig, meestal met een centrale oliedruppel, en niet amyloïde.

## Verspreiding
In Nederland komt het papierzwammetje zeer algemeen voor. Ook heeft de soort zich wereldwijd verspreid, met waarnemingen in Afrika, Azië, Australië en Amerika. De soort is wijdverspreid op het noordelijk halfrond, maar komt aanzienlijk vaker voor in gebieden met een gematigd klimaat. 

## Foto's

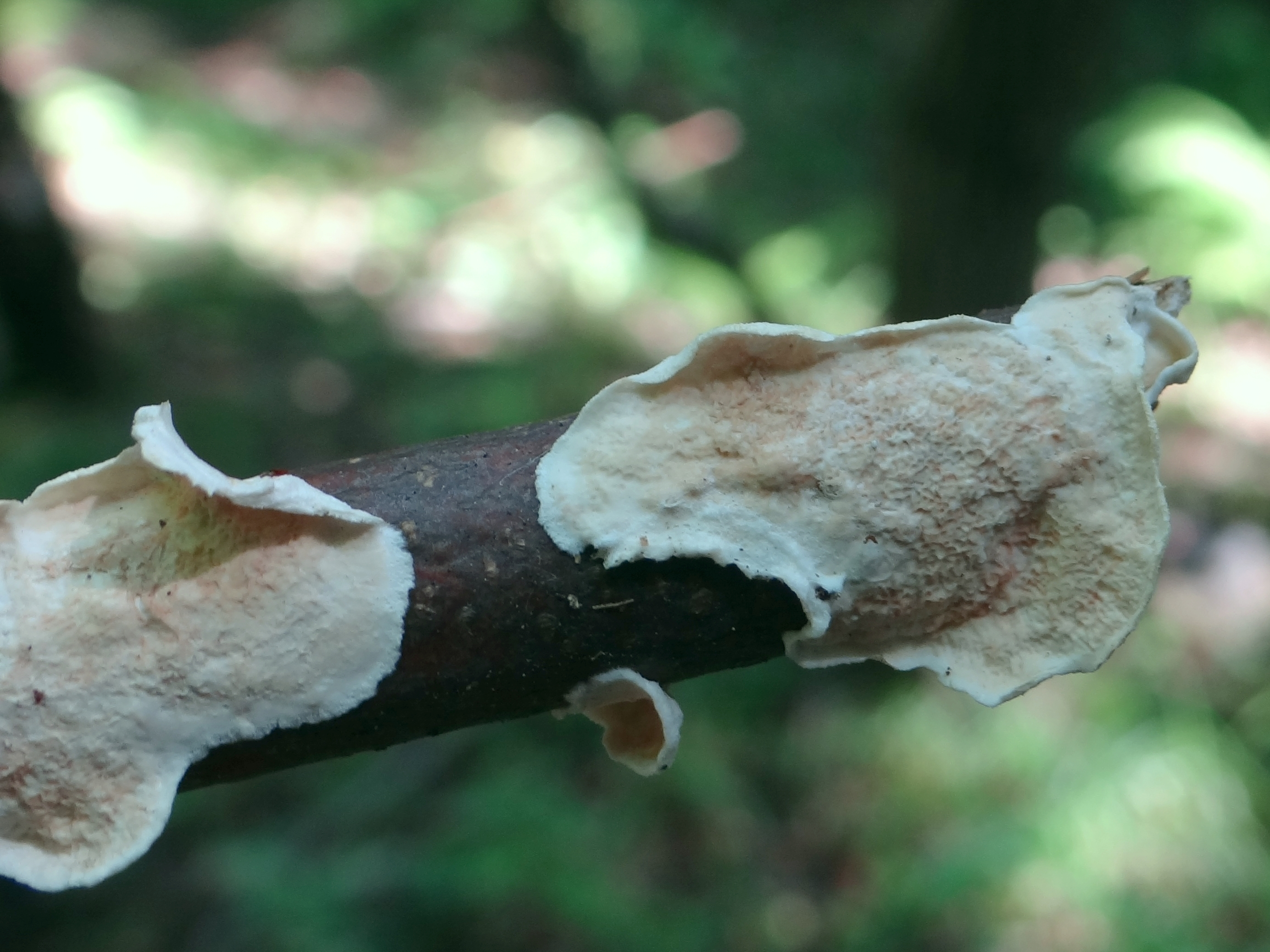
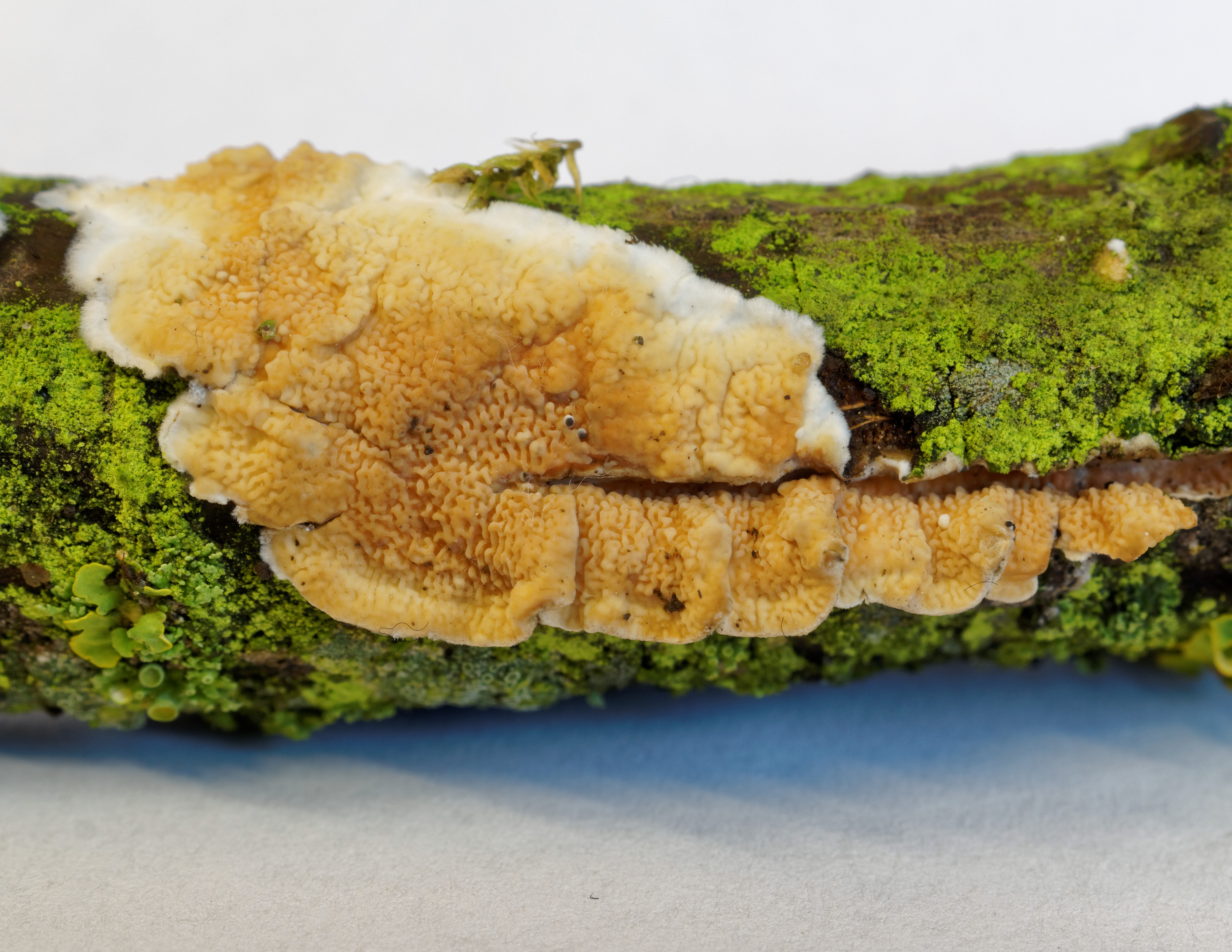
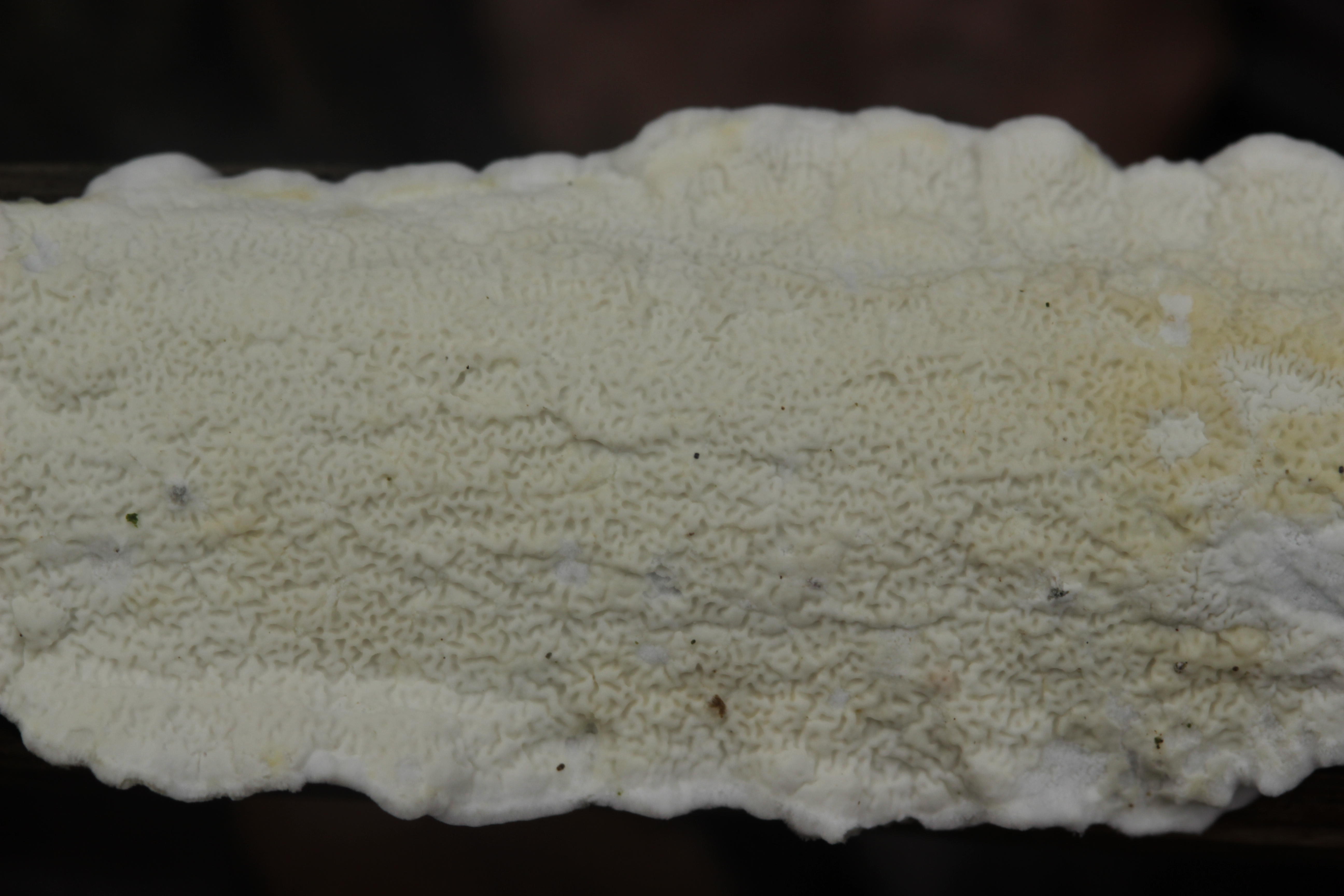
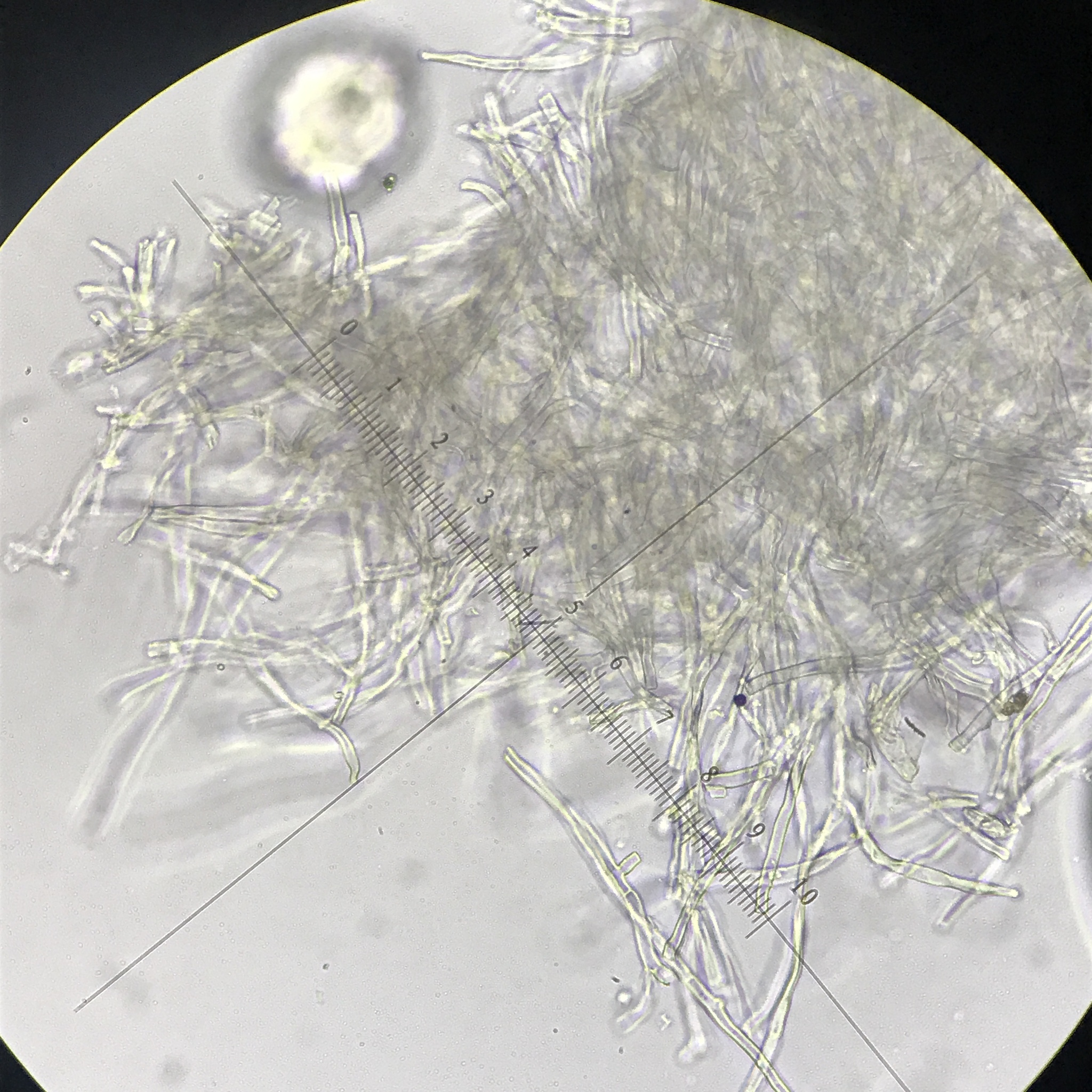
Hyfen